# Espirito Santo Plaza
La Brickell Arch appelée aussi Espirito Santo Plaza est un gratte-ciel multifonction construit à Miami de 2000 à 2004 dans le quartier financier de Brickell. Les étages compris entre le 2° et le 25° sont occupés par des bureaux. Les étages supérieurs sont occupés par des logements et par des chambres d'hôtel.
La façade de l'immeuble est en forme d'arche concave, pour symboliser l'ouverture de Miami vers l'Amérique latine.
L'architecte est l'agence américaine Kohn Pedersen Fox.
L'Espirito Santo Plaza héberge le Consulat général de France à Miami.